# Hendrik Agylaeus
Hendrik Agylaeus ('s-Hertogenbosch, ca. 1532 of 1553 - Utrecht (stad) april 1595) (ook: Henricus Agylaeus en Hendrik van der Hoorn) was een jurist en hervormer uit 's-Hertogenbosch. 
Hendrik is geboren als zoon van de Bossche poorter Anthonis Loenisz en Jenneken van Amstel. Zijn vader, een slager, was van Italiaanse afkomst. Toen Hendrik ongeveer 8 jaar was, overleed zijn moeder. Tussen 1547 en 1555 studeerde Agylaeus aan de Universiteit van Leuven.
Rond 1558 keerde Agylaeus terug naar zijn geboortestad. Den Bosch was al langere tijd in de ban van reformatorisch gedachtegoed. De vervolging van ketters wordt voor het eerst in 1526 gemeld. In 1566 werd de stad getroffen door twee Beeldenstormen. Volgens ooggetuigen zou Agylaeus plunderaars zes stuivers betalen als zij kerken en kloosters zouden vernielen. Agylaeus was zeer kritisch over de interpretatie van de bijbel en de sacramenten. Hierop werd hij bij het Raad van Brabant aangeklaagd wegens ketterij. De jaren die daarop volgden bracht hij in Duitsland, Zwitserland, Engeland en Frankrijk door.
In 1562 verzocht hij de landvoogdes om zijn vonnis op te heffen. Hij bekende schuld voor zijn daden en betaalde de kosten van het proces. Daarna kon hij terugkeren als rechtsgeleerde in zijn geboortestad. In datzelfde jaar huwde Agylaeus Geertruid van Vlierden, de dochter van burgemeester Goyart van Vlierden Danielszoon. Kort na zijn terugkeer sprak hij zich weer uit tegen het katholieke geloof: nadat in 1566 twee beeldenstormen in de stad hadden plaatsgevonden, riep hij in het openbaar een calvinistische kerkvergadering bijeen. In april 1567 verliet hij de stad weer. Daarna is hij kort gevangengenomen geweest in Goch. Hoewel landvoogdes Margaretha van Parma vroeg om zijn uitlevering, heeft deze nooit plaatsgevonden. In december van 1567 werd hij weer vrijgelaten.
Van augustus 1574 tot september 1575 was hij Pensionaris van Middelburg. Daarna woonde hij kort in Zaltbommel.
In 1577 keerde hij voor een tweede keer terug naar 's-Hertogenbosch. Ook werd hij weer een belangrijk hoofd van de hervormde gemeente. Toen op 29 juni Maastricht in handen van de Alexander Farnese, de hertog van Parma viel, namen de spanningen in de stad toe. Op 1 juli 1579 wist hij het Bossche stadsbestuur ervan te overtuigen zich aan te sluiten bij de Unie van Utrecht (1579), hoewel de stad zich al eerder had uitgesproken voor de Unie van Atrecht. Om de stad voor te bereiden op een op handen zijnde strijd tegen de Spanjaarden, stuurde het stadsbestuur het protestantse schuttersgilde de stad in om alle kerkklokken te vorderen, zodat deze omgesmolten konden worden tot geschut. Toen dit bekend werd gemaakt, loste een katholieke soldaat een schot op het schuttersgilde. Zo brak het Schermersoproer uit. De Spaanse koning Filips II van Spanje stuurde een leger op de stad af.  Agylaeus en veel van zijn volgelingen, verlieten daarop de stad.
Agylaeus was een aanhanger en bewonderaar van de protestantse vorstin Elizabeth I van Engeland. Het is daarom ook dat hij al in 1561 een boek aan haar wijdde. Op 5 februari 1577, nog vóór zijn tweede terugkeer naar Den Bosch, schreef hij haar een brief waarin hij haar prees en hij de hoop uitsprak dat zij zou sympathiseren met het onderdrukte volk van de Lage Landen. In 1580 vestigde Agylaeus zich in Utrecht en werd hij een aanhanger van de Robert Dudley, de graaf van Leicester. In 1586 werd hij procureur aan het Hof van Utrecht. Toen de invloed van Leicester afnam, trok Agylaeus naar Engeland. Daar stierf hij in 1595.

## Trivia
- Erfgoed 's-Hertogenbosch heeft een kort filmpje gemaakt over het latere leven van Agylaeus en zijn vrouw Geertruid. In dit filmpje wordt benoemd dat dochter Kathelijn is overleden en begraven in 's-Hertogenbosch. Agylaeus en zijn vrouw konden hier, vanwege zijn verbanning, niet bij aanwezig zijn.[14]